# Party Shaker
Party Shaker ist die 14. Single des deutschen Dance-Projektes R.I.O. Der Song ist die erste Single, die sie nach dem Ausstieg von Tony T im April 2012 veröffentlichten. Sie wurde mit dem US-amerikanischen Sänger Nicco, der durch Zusammenarbeit mit Darius & Finlay bekannt ist, aufgenommen und wurde offiziell am 18. Mai 2012 als Single und als Download veröffentlicht. Das Lied ist die erste Singleauskopplung und gleichzeitig eine Ankündigung für, die noch im selben Jahr erschienene Deluxe Edition zu Turn This Club Around. Party Shaker schaffte es bis auf Platz 10 in den deutschen Singlecharts und bis an die Spitze der Dancecharts auf iTunes.

## Musikvideo
Das offizielle Musikvideo wurde am 15. Mai 2012 auf dem YouTube-Kanal von Kontor Records hochgeladen. Es dauert 3:32 Minuten. Der Regisseur des Videos ist Danny Wild. Es wurde am Strand in Miami gedreht und startet mit Nicco, dem Sänger des Songs, der die erste Passage des Liedes singt. Das ganze Video über ist Victoria Kern zu sehen, die von einer Stelle zur nächsten wandert. Das Gesicht von Nicco ist auch auf den Kleidern und anderen Sachen der jungen Frau zu sehen. Am Ende wird Victoria Kern mit unterschiedlichen Bikinis gezeigt, welche am Strand läuft und sich unter der Dusche abkühlt. Es wurde innerhalb von 3 Tagen 1 Million Mal angeklickt.
2013: Meistangeklicktes deutsches Musikvideo

Seit April 2013 steht das Musikvideo zum Track Party Shaker mit über 100-Millionen Klicks an der Spitze der meistgesehenen Musikvideos eines deutschen Acts aller Zeiten. Es wurde kommentiert:

„Bei diesem Video ist zu erwähnen, dass der Leadsänger Nicco ein US Amerikaner ist, die Musikproduktion (Text & Komposition) aber von Yann Pfeiffer und Manuel Reuter (alias R.I.O.) stammt. Weitere ca. 0,5 Mio Views für ‘Party Shaker’ erfolgten auf anderen Videosites, als Youtube. Party Shaker ist damit mit weitem Abstand das erfolgreichste von Deutschen komponierte Musikstück seit Beginn des digitalen Zeitalters, dass innerhalb eines Musikvideos digitale Verbreitung fand.“

## Mitwirkende
Der Song wurde von Yanou, Manian und Nicco geschrieben und komponiert. Das Lied wurde von Yanou und Manian produziert und ist über ihr eigenes Label Zooland Records und das Dance-Label Kontor Records herausgebracht worden. Der Song wurde durchgehend von dem Sänger Nicco gesungen und enthält instrumental nur Synthesizerelemente, die von Manian und Yanou stammen.

## Versionen und Remixe
1. Video Edit – 3:26
2. Extended Mix – 5:05
3. Whirlmond Remix – 4:50
4. LaSelva Beach Remix – 5:32[5]

## Kommerzieller Erfolg

### Chartplatzierungen
Party Shaker erreichte in Deutschland und der Schweiz die Top Ten. In Deutschland und Österreich stieg er auf Platz 10 und in der Schweiz auf Platz 7 ein. Hier stieg der Song bis auf Platz sechs.
| ChartsChartplatzierungen | Höchstplatzierung | Wochen |
| ------------------------ | ----------------- | ------ |
| Deutschland (GfK)        | 10 (20 Wo.)       | 20     |
| Österreich (Ö3)          | 10 (24 Wo.)       | 24     |
| Schweiz (IFPI)           | 6 (23 Wo.)        | 23     |

| ChartsJahrescharts (2012) | Platzierung |
| ------------------------- | ----------- |
| Deutschland (GfK)         | 88          |
| Österreich (Ö3)           | 37          |
| Schweiz (IFPI)            | 36          |

### Auszeichnungen für Musikverkäufe
| Land/Region        | Auszeichnungen für Musikverkäufe (Land/Region, Auszeichnung, Verkäufe) | Verkäufe |
| ------------------ | ---------------------------------------------------------------------- | -------- |
| Deutschland (BVMI) | Gold                                                                   | 150.000  |
| Insgesamt          | 1× Gold ·                                                              | 150.000  |